# エロ三羽烏
エロ三羽烏（エロさんばがらす）は、吉本興業に所属するチュートリアル徳井、ランディーズ中川、すっちーの3人で構成されるユニット。

## エピソード
よく合コンに行くメンバー3人の名称。関西を中心にエロ三羽烏という言葉が広がっていった。
最近では、月亭八光が参加している。

## メンバー
- 徳井義実（チュートリアルのボケ担当）
  - リーダー、スタイリスト担当（コスプレ）
- 中川貴志（ランディーズのボケ担当）
  - 器具担当（性具）、
- すっちー（元ビッキーズ、現在吉本新喜劇所属）
  - 薬担当（精力剤）、

## 活動
TV放送
- 『エロスはじめました。』（2008年9月5日放送、読売テレビ）
- 『妄想ガールズコレクション』（2011年4月21日-、関西テレビ）

イベント
- 『エロ三羽烏の真面目に考えます』（2007年12月1日、神保町花月）
- 『三羽烏の集い』（2008年3月28日、ヨシモト∞ホール大阪）